# Baseball playoffs
The playoffs er det årlige slutspil i Major League Baseball, der finder sted fra starten af oktober og omtrent tre uger frem. Det er en turnering opdelt i tre runder: Division Series, Championship Series og World Series. Division Series og Championship Series afgøres internt i hver af de to ligaer, og World Series er så årets finale mellem mesteren i National League og American League.
De tre divisionsvindere fra hver liga går efter den regulære sæson videre til slutspillet. Desuden er den bedste toer også kvalificeret.
At vinde World Series er selvsagt det mest prestigefyldte i professionelt baseball, og det kan betyde en kæmpemæssig økonomisk og marketingmæssig fremgang for et hold. Mange af baseballhistoriens største øjeblikke har udspillet sig i sammenhæng med World Series, og en spændende afgørelse vil blive debatteret i årtier frem i tiden.
Fordi turneringen er så relativt kort, er det ofte svært at forudsige vinderne, og de seneste syv år (fra 2001 til 2007) er der da heller intet hold, som har vundet World Series to år i træk.

## Division Series
Division Series udspilles separat i American League og National League, deraf betegnelserne American League Division Series (ALDS) og National League Division Series (NLDS). Turneringsreglerne er imidlertid identiske.
I hver liga møder den divisionsvinder, der har den bedste won-lost percentage (se baseballstatistikker) den bedste toer (Wild Card-holdet) fra en af de andre divisioner. Hvis den bedste divisionsvinder og Wild Card-holdet kommer fra den samme division, spiller førstnævnte i stedet mod den dårligste divisionsvinder. De to resterende hold spiller også mod hinanden. For hver liga spilles der således to serier, hver bedst af 5 kampe. Vinderen af hver serie går videre til næste runde.

## Championship Series
Ligesom Division Series afgøres Championship Series også internt i ligaerne, og de betegnes American League Championship Series (ALCS) og National League Championship Series (NLCS). Der udspilles én serie i hver liga mellem Division Series-vinderne. I Championship Series spilles bedst af 7 kampe. Sejrholdet kan pryde sig med titlen som ligamester og går videre til World Series.
Den spiller i hver liga, der har leveret den mest værdifulde præstation for sit hold i Championship Series, tildeles Championship Series MVP-prisen (ikke at forveksle med MVP-prisen for den regulære sæson).

## World Series
World Series er en duel mellem årets vinder af American League og National League. Der spilles bedst af 7 kampe.
Den mest værdifulde spiller i World Series får titlen som World Series MVP.
Betegnelsen World Series skyldes ikke et amerikansk ønske om at nedgøre andre nationers ligaer. Oprindelig blev udtrykket opfundet for at skelne de daværende ligaers særskilte finaler – som begge blev kaldt USA's baseballmesterskab – fra opgøret mellem disse mestre. Det var hensigten, at dette slutspil med tiden skulle inkludere hold fra andre lande, men da dette viste sig aldrig at blive til noget, hang udtrykket "World Series" alligevel ved.

## Lister over World Series-vindere

### Flest World Series-sejre
| # | Hold                 | Antal |
| - | -------------------- | ----- |
| 1 | New York Yankees     | 27    |
| 2 | St. Louis Cardinals  | 11    |
| 3 | Oakland Athletics    | 9     |
| 4 | Boston Red Sox       | 7     |
| 4 | San Francisco Giants | 7     |
| 6 | Los Angeles Dodgers  | 6     |
| 7 | Cincinnati Reds      | 5     |
| 7 | Pittsburgh Pirates   | 5     |
| 9 | Detroit Tigers       | 4     |

### World Series-vindere siden 2001
| År   | Vinder                | Taber                 | MVP                             |
| ---- | --------------------- | --------------------- | ------------------------------- |
| 2001 | Arizona Diamondbacks  | New York Yankees      | Randy Johnson og Curt Schilling |
| 2002 | Anaheim Angels        | San Francisco Giants  | Troy Glaus                      |
| 2003 | Florida Marlins       | New York Yankees      | Josh Beckett                    |
| 2004 | Boston Red Sox        | St. Louis Cardinals   | Manny Ramírez                   |
| 2005 | Chicago White Sox     | Houston Astros        | Jermaine Dye                    |
| 2006 | St. Louis Cardinals   | Detroit Tigers        | David Eckstein                  |
| 2007 | Boston Red Sox        | Colorado Rockies      | Mike Lowell                     |
| 2008 | Philadelphia Phillies | Tampa Bay Rays        | Cole Hamels                     |
| 2009 | New York Yankees      | Philadelphia Phillies | Hideki Matsui                   |
| 2010 | San Francisco Giants  | Texas Rangers         | Edgar Rentería                  |
| 2011 | St. Louis Cardinals   | Texas Rangers         | David Freese                    |
| 2012 | San Francisco Giants  | Detroit Tigers        | Pablo Sandoval                  |
| 2013 | Boston Red Sox        | St. Louis Cardinals   | David Ortiz                     |
| 2014 | San Francisco Giants  | Kansas City Royals    | Madison Bumgarner               |
| 2015 | Kansas City Royals    | New York Mets         | Salvador Pérez                  |
| 2016 | Chicago Cubs          | Cleveland Indians     | Ben Zobrist                     |
| 2017 | Houston Astros        | Los Angeles Dodgers   | George Springer                 |